# Rüx
Rüx ist ein Ortsteil der Gemeinde Zettlitz im Landkreis Mittelsachsen. 1950 hatte der Ort 138 Einwohner. 1964 wurde er nach Zettlitz eingemeindet.

## Geschichte
1232 übertrug Markgraf (Mgf.) Heinrich der Erlauchte dem Kloster Buch das Dorf Rickvz, das Heinrich von Kohren vom Burggrafen von Dohna zu Lehen und ihm aufgelassen hatte. 1286 verkaufte Mgf. Heinrich dem Kloster Ober- und Niedergericht in Rickuz. 1325 bestätigte Mgf. Friedrich dem Kloster einige Besitzungen, u. a. Ryckuz. 1329 bestimmte Heinrich von Königsfeld, dass u. a. das Dorf Rikuz, das er vom Abt des Klosters Buch gekauft hatte, im Falle seines Todes wieder an das Kloster zurückfallen solle. 1368 verzichtete Volrad von Colditz auf den Zehnt in Rickus.
1378 wurden sieben Scheffel Korn und dasselbe in Hafer aus Rikuz dem Pfarrer in Zettlitz zugewiesen, anlässlich der Vereinigung der Parochien Lastau und Zettlitz.
1548 nennt das Amtserbbuch von Kloster Buch zu Rüx „10 besessene Mann, darunter 9 Pferdner, die sind alle dem Kloster Buch lehen- und zinsbar“ mit 14½ Hufen. Das Obergericht und das Erbgericht waren im Amt Kloster Buch.
Der Ort war bis 1378 nach Lastau gepfarrt, danach nach Zettlitz, nach der Reformation wieder nach Lastau.